# Cáncer de peritoneo
Cáncer de peritoneo es aquel que afecta al tejido peritoneal. El peritoneo es una fina capa de tejido en forma de lámina que reviste la pared interna del abdomen y la mayoría de los órganos situados en su interior.

## Tipos
El cáncer de peritoneo se divide en dos grupos:
- Cáncer primario. Cuando se origina directamente en este tejido.
- Cáncer secundario. Cuando procede primitivamente de otro órgano y se extiende al peritoneo por proximidad o diseminación.[2]

### Cáncer primario de peritoneo
Existen diferentes tipos histológicos:
- Carcinoma seroso primario del peritoneo, también llamado carcinoma primario de peritoneo. Afecta principalmente a mujeres y está muy relacionado por sus características histológicas con el carcinoma papilar seroso de ovario. Casi siempre se presenta en mujeres después de la menopausia, se ha descrito en hombres en raras ocasiones.[3]
- Mesotelioma peritoneal. En el 50% de los casos se debe a la exposición a asbesto.

Inicialmente los síntomas son poco llamativos e inespecíficos, cuando la enfermedad avanza puede provocar dolor abdominal, sensación de hinchazón, náuseas, diarrea, estreñimiento, pérdida de apetito, ascitis y sensación de plenitud tras ingerir alimentos.

### Cáncer secundario de peritoneo
Se produce generalmente por extensión de un cáncer originado en otro órgano del abdomen, principalmente cáncer de ovario, cáncer de útero, cáncer de riñón, cáncer de vejiga, cáncer de estómago y cáncer colorrectal. Raramente se debe a cáncer de próstata.

## Carcinomatosis peritoneal
Consiste en la diseminación de un proceso cánceroso a la largo del peritoneo. Puede tener dos orígenes:
- Desde órganos vecinos, por ejemplo cáncer de ovario, cáncer de estómago o cáncer de colon.
- Desde un cáncer originado en el mismo peritoneo, por ejemplo el mesotelioma peritoneal.

El proceso de diseminación puede producirse a través de la sangre, la linfa, o por descamación directa de las células malignas en el peritoneo que actúan como siembra y provocan el crecimiento de nuevos tumores. Un caso especial es el pseudomixoma peritoneal que se debe a la diseminación de un tumor mucinoso localizado generalmente en el apéndice ileocecal.

## Tratamiento
Los principales procedimientos para el tratamiento del cáncer de peritoneo son la citorreducción, peritonectomía, quimioterapia intraperitoneal y quimioterapia intraperitoneal hipertérmica.